# Prasophyllum brevilabre
Prasophyllum brevilabre là một loài thực vật có hoa trong họ Lan. Loài này được (Lindl.) Hook.f. miêu tả khoa học đầu tiên năm 1858.